# 閃電十一人GO VS 紙箱戰機W
《閃電十一人GO VS 紙箱戰機W》，在2012年12月1日從東寶已經發表在日本的動畫電影作品。縮寫「イナダン」。

## 基本介紹
《閃電十一人GO》和《紙箱戰機W》將集結推出劇場版《閃電十一人GO VS 紙箱戰機W》（NicoNico），詳細情報尚不明。兩部作品均以遊戲公司LEVEL-5製作的遊戲為原作。劇場版《閃電十一人GO vs紙箱戰機W》預定於2012年冬季公開。此外，附贈有卡片套裝的特別預售票將於2012年7月中旬發售，並且會屆時公開劇場版的預告片。
詳細的情報將於來月發行的NicoNico漫畫2012年8月號上公開。不過，由於《閃電十一人》的七夕活動只比7月中旬預售票期早一周，或許在這次七夕活動上就可以提前放出情報。

## 原作介绍
《紙箱戰機》為LEVEL-5公司所開發，於2011年3月發售的PSP用角色扮演遊戲。作品講述在強化紙箱中以被稱為LBX的小型戰鬥機器人進行對戰的比賽成為熱潮的2050年。主角山野阪熱衷於LBX對戰，並在某天被一位神秘的女性託付了超高性能的LBX“AX-00”。以此為契機，阪接連被捲入數起大事件之中……

## 故事介绍
在日本少年足球大賽取得優勝的雷門中學足球隊，以該隊球員為中心所組成的全明星陣容「閃電日本隊」，即將和當年登上世界少年足球巔峰的「閃電日本傳奇隊」進行一場對抗賽。這場巔峰賽事，吸引了無數觀眾入場觀看，就在比賽進行到白熱化階段，天空突然佈滿陰霾，數以萬計的小型機器人「LBX」佈滿球場。天馬和京介見狀挺身而出，雖然已經使出渾身解數，卻還是疲於應付。此時，兩台新的「LBX」機器人現身空中，並消滅場上所有LBX。究竟來者是敵是友？也讓這場緊張刺激的足球賽事，開始朝向不可預測的方向發展…。

## 登場角色

### 閃電十一人GO
- 松風天馬 - 寺崎裕香
- 剣城京介 - 大原崇
- 神童拓人 - 齋賀光希
- 菲・魯恩 - 木村亞希子
- 西園信助 - 戶松遙
- 霧野蘭丸 - 小林優
- 錦龍馬 - 岩崎了
- 狩屋正樹 - 泰勇氣
- 菜花黃名子 - 悠木碧
- 雨宮太陽 - 江口拓也
- 雪村豹牙 - 寺島惇太
- 白龍 - 福山潤
- 空野葵 - 北原沙彌香
- 瀬戸水鳥 - 美名
- 山菜茜 - 內藤千晶
- 阿爾諾博士 - 楠見尚己
- 圓堂守 - 竹内順子
- 豪炎寺修也 - 野島裕史
- 鬼道有人、克拉克・汪達巴特 - 吉野裕行
- 染岡龍吾 - 加瀨康之
- 風丸一郎太 - 西墻由香
- 壁山塀吾郎、佐久間次郎 - 田野惠
- 吹雪士郎 - 宮野真守
- 綱海條介 - 阪口周平
- 不動明王 - 梶裕貴
- 吉良浩人 - 水島大宙
- 角馬王將 - 稲田徹

### 紙箱戰機W
- 山野阪 - 久保田恵
- 大空弘 - 下野紘
- 花咲蘭 - 花澤香菜
- 川村亞美 - 井上麻里奈
- 青島和也 - 浪川大輔
- 海道金 - 小田久史
- 灰原裕也 - 梶裕貴
- 謝西卡．凱歐斯 - 喜多村英梨
- 古城飛鳥 - 白石涼子
- 山野淳一郎 - 小松史法
- 宇崎拓也 - 中村悠一
- 奧特克羅斯 - 田久保修平
- 克貝拉 - 佐藤健輔
- 大空遙 - 遠藤綾
- A國總統(克勞迪婭蘭納頓) - 寺内よりえ
- 歐文・凱歐斯 - 寺杣昌紀
- 操作者 - 川瀬晶子、村上裕哉

### 劇場版登場人物
- 芙蘭(聲：日笠陽子；台：陳貞伃；港：朱妙蘭)

本作品女主角。
淡藍髮的少女，造成許多重要人事物全都消失事件的幕後黑手，為了消滅戰鬥讓整個世界拯救改變並且與其他時空相連而不擇手段，先破壞競技場後再命令桑自導自演假裝有LBX來攻擊她(其實這些LBX是桑的)，被拯救後將和也和亞美消失再破壞LBX以及讓雪村消失，也因此讓雙方起了內鬨，最後因為亞斯塔和桑的背叛令其更加殘暴，先放出赫利歐羅扎來對紙箱戰機等人，後來被米尼瓦改的自殺攻擊撞毀後，利用混沌的魔女使出混沌紀元打算消滅所有東西並且讓時空混亂，甚至讓整個世界完全毀滅，最終被閃電十一人及紙箱戰機W的主角們全部接下來，並承認亞斯塔和桑早已不在身邊，是她自己不願面對自己孤單一人，在天馬和山野等人的說服下改邪歸正並原本消失的東西與人物全部恢復原狀，回到未來後因為亞斯塔和桑還活著出現在她的面前再加上所有的世界全部都回歸原樣令她感動得開心不已。
以下兩人被雙方說服，站在閃電十一人與紙箱戰機這一方
- 亞斯塔(聲：木村良平；台：陳幼文；港：劉奕希)

芙蘭的青梅竹馬。個性相當的很衝動。為閃電十一人的對手。
- 桑(聲：潘惠美；台：孫若瑜；港：沈小蘭)

芙蘭的弟弟，紙箱戰機的對手。
以上三人在對決中由幕後黑手的芙蘭透露出他們遭研究人員不當的電擊虐待，亞斯塔和桑全都在對方使用反物質炸彈的爆炸中被波及不幸喪命，只有芙蘭才以倖存。接近尾聲時揭露，亞斯塔和桑表面上在毀滅中雖然倖存，其實兩人早已過世為芙蘭創造出來的幻影讓她得以維持。
- 芙蘭的父母(聲：父：星野貴紀；台：何志威；港：張錦江，母：渡邊明乃；台：孫若瑜)

| 台灣卡通頻道 星期日 18:00-19:30節目 | 台灣卡通頻道 星期日 18:00-19:30節目          | 台灣卡通頻道 星期日 18:00-19:30節目 |
| ----------------------------------- | -------------------------------------------- | ----------------------------------- |
|                                     | 閃電十一人GO VS 紙箱戰機W （2014年9月7日－） |                                     |
| Ben10：全面進化                     | Ben10：全面進化                              |                                     |